# Villa Bernhard Aufschläger
Die Villa Bernhard Aufschläger liegt im Stadtteil Kötzschenbroda der sächsischen Stadt Radebeul. Sie befindet sich an der Meißner Straße 255.

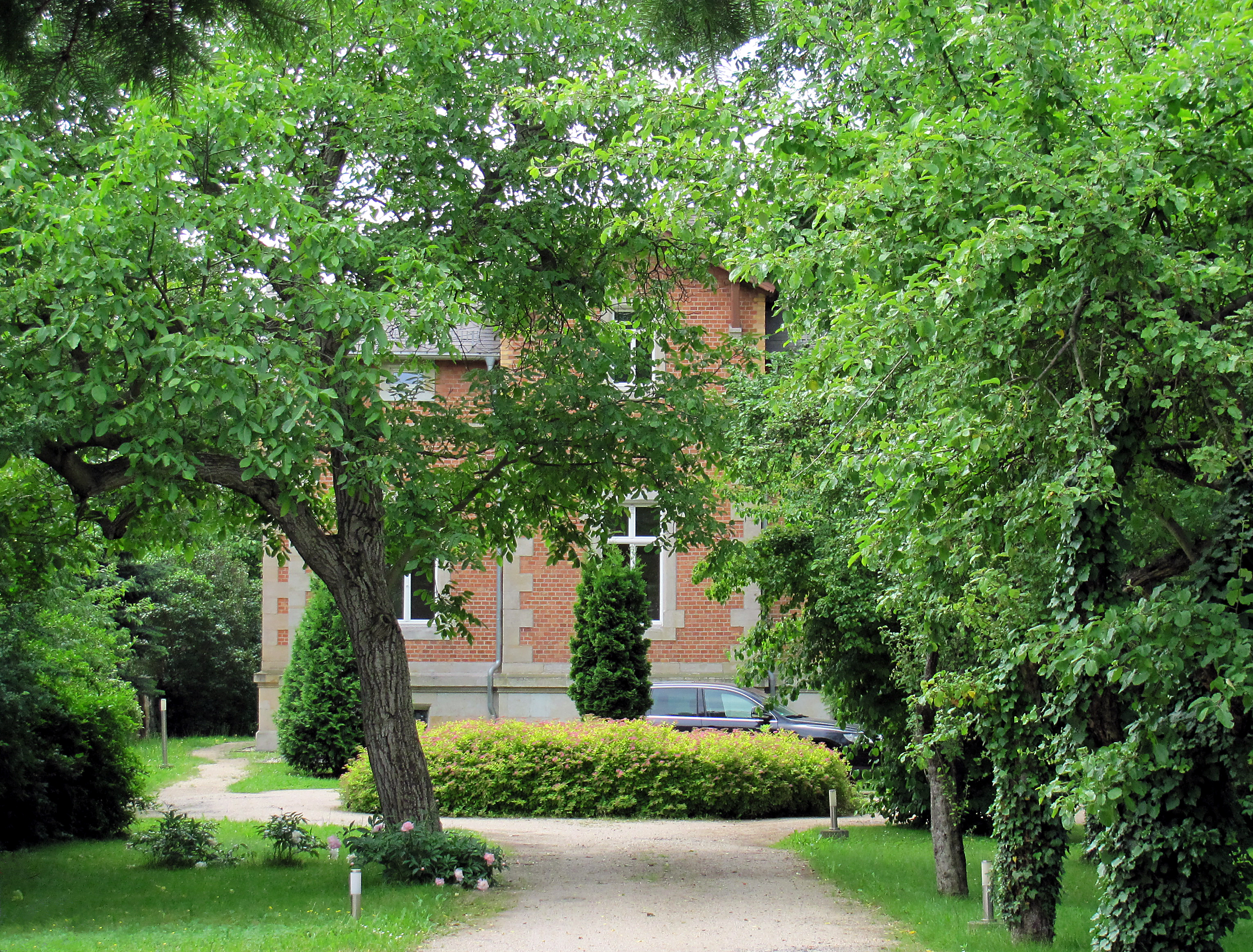
Villa Bernhard Aufschläger

## Beschreibung
Die eingeschossige, denkmalgeschützte Villa steht tief im Grundstück am Ende einer längeren Auffahrt. Der aus der Erde ragende Werkstein-Sockel aus Sandstein bildet ein Souterraingeschoss. Über dem Hochparterre liegt unter einem flachen, schiefergedeckten Walmdach ein Drempelgeschoss mit flachen, querliegenden Fenstern.
In der nach Norden zur Meißner Straße zeigenden, symmetrischen Hauptansicht steht mittig in der dreiachsigen Fassade ein zweigeschossiger Risalit mit einem überkragenden Sparrengiebel mit Satteldach. Ebensolche Risalite stehen zur Belichtung des Dachgeschosses in den Seitenansichten.
Die Fenstereinfassungen bestehen genauso wie die Gesimse und die Eckquaderung aus Sandstein; die sonstige Fassade besteht aus dem in Radebeul seltenen Sichtmauerwerk aus roten Ziegelsteinen.

## Geschichte
Im April 1875 beantragte Friedrich Heinrich Bernhard Aufschläger, Hofgärtner auf dem Rittergut Jahnishausen bei Riesa, den Bau eines Wohnhauses. Die Baurevision seines Gebäudes erfolgte im März 1877. Er war der Vater des späteren Generalmajors Albert Aufschläger sowie des Sprengstoffchemikers und Generaldirektors Gustav Aufschläger, denen 1920 das Landhaus gehörte.
Die Verzierungen an Ortgang und Traufe wurden 1932 vereinfacht.